# Hector Berlioz
Hector Louis Berlioz ([ɛkˈtɔʁ lwi bɛʁˈljoːz]), in Italia noto anche come Ettore Berlioz, (La Côte-Saint-André, 11 dicembre 1803 – Parigi, 8 marzo 1869) è stato un compositore francese del periodo romantico.

## Biografia

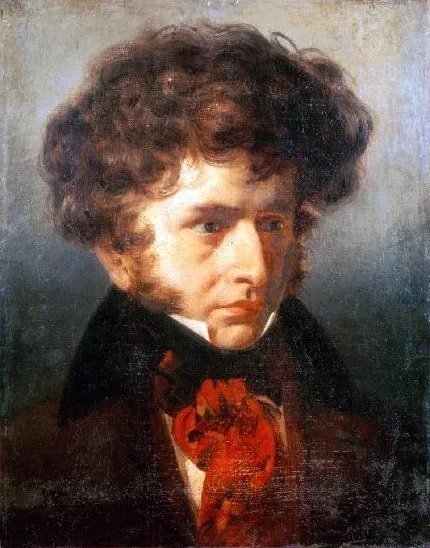
Berlioz ritratto da Émile Signol nel 1832

Figlio di Louis-Hector Berlioz, medico d'una certa fama, coltivava la sua passione per la musica, che molto probabilmente il padre gli trasmise, quasi esclusivamente per diletto, servendosi di un flauto e una chitarra per suonare ciò che udiva. Si accostò per la prima volta alla scrittura della composizione verso i 12 anni scarabocchiando su un foglio alcune note. Mai imparò a suonare il pianoforte. Dopo aver compiuto i suoi studi ginnasiali nel paese natale, Berlioz fu inviato da suo padre a Parigi per seguire i corsi della scuola di medicina.
Tuttavia, egli abbandonò ben presto i banchi della facoltà per quelli del conservatorio, probabilmente influenzato dal fervore artistico della capitale francese. Irritato dal vedere la sua autorità misconosciuta, suo padre lo privò dei mezzi di sussistenza che gli aveva fornito fino ad allora e Berlioz non ebbe altra risorsa che farsi ammettere come corista al teatro del Ginnasio Drammatico.
Il 1º novembre 1829, le stesse composizioni furono udite di nuovo in un concerto nel quale l'autore fece eseguire una nuova opera che aveva per titolo: Concerts des Sylphes.
Dal 1826, Berlioz era rientrato nel novero degli allievi del conservatorio, che si chiamava allora Scuola reale di musica, e seguiva le lezioni di Lesueur per lo stile libero, poiché aveva bisogno di un protettore in vista del grande concorso di composizione denominato Prix de Rome. Questo protettore gli era tanto più necessario in quanto Cherubini era mal disposto verso di lui e mostrava una vera antipatia per la sua musica. Più volte Berlioz aveva sostenuto l'esame preparatorio di questo concorso senza esservi ammesso. Infine, dopo ben cinque tentativi la sua perseveranza la ebbe vinta sugli ostacoli e nel concorso del 1830 gli fu assegnato il primo premio per la composizione di una cantata della quale Sardanapalo era il soggetto.
Nel 1832 durante una rappresentazione di Amleto conobbe una delle interpreti, l'attrice irlandese Harriet Smithson; il musicista la sposò l'anno seguente e da lei ebbe il figlio Louis nel 1834.
Nel marzo del 1854 morì la moglie e pochi mesi dopo l'artista contrasse un nuovo matrimonio. A Londra nel 1855 incontrò Richard Wagner, ma la cordialità iniziale si trasformò poi in freddezza. Due avvenimenti drammatici turbarono gli ultimi anni della sua vita, e cioè la prematura scomparsa del figlio Louis e la morte della seconda moglie. Altri viaggi, come quello trionfale in Russia, altre composizioni e un ritorno di fiamma per una donna che aveva amato in gioventù si susseguiranno nella vita di Berlioz, fino alla sua morte, avvenuta nel 1869. È risaputo e documentato che Mendelssohn, molto apprezzato da Cherubini, pur essendo amico di Berlioz, non lo considerava un grande compositore.
Fu membro della Massoneria.

## Amicizie e rivalità
Berlioz ebbe come amici alcuni tra i più grandi musicisti dell'Ottocento. Strinse una forte amicizia con Franz Liszt, Fryderyk Chopin e Camille Saint-Saëns; conobbe Richard Wagner e furono anche amici per un po' di tempo, ma entrambi arrivarono poi a odiarsi. Conobbe anche Johann Strauss e assistette personalmente ad alcuni suoi concerti. 
Il mondo della musica si divise nel considerarlo un genio oppure un pazzo.

## Berlioz come critico musicale, scrittore e teorico
Come critico e come scrittore, Berlioz si è fatto una reputazione giustamente meritata, ci sono dell'arditezza nelle sue idee e dell'originalità nella sua forma di cui ha dato prova negli anni di collaborazione con la Gazzetta musicale di Parigi e il Journal des débats. Al numero considerevole di articoli che fece pubblicare vanno aggiunti:
- Viaggio musicale in Germania e in Italia (Paris, Labille, 1844, 2 voll. in 8º)
- Les soirées de l'orchestre (Paris, Michel Levy frères, 1851, 1 vol in-12º)
- Grotesque de la Musique (1859), trad. italiana a cura di A. Taverna, I grotteschi della musica, Zecchini Editore, Varese, 2004, p. 306.
- Trattato di strumentazione e di orchestrazione moderne, con esempi in partitura tratti dalle opere di quasi tutti i grandi maestri e da qualcuna dell'autore (Paris, Schonenberg, 1 vol. grande in-4º) buona guida per la conoscenza e l'impiego delle risorse d'orchestra.

Va infatti ricordato che prima di altri, che sistemeranno e miglioreranno ulteriormente l'argomento durante il XX secolo, teorizzò la moderna orchestrazione gettando le basi della distribuzione spaziale dei musicisti funzionale all'acustica ideale.
Inoltre un libro di memorie:
- Hector Berlioz: Memoires; edito da Ernest Newmann, New York; Tudor Publishing Company; Alfred A.Knopf 1932
- Viaggio musicale in Italia (titolo originale: Voyage en Italie, estratto dalle Memoires), a cura di Graziella Martina, ed. FBE, 2006
- Lettere a Orfeo (2005), a cura di A. Taverna, Zecchini Editore, Varese, 2005, p. 132. Raccolta di lettere tra Berlioz e la Viardot. Lettere indirizzate alla cantante che avrebbe interpretato il ruolo di Giannetta e che avrebbe dovuto interpretare la nuova opera di Berlioz.

## Composizioni

### Composizioni orchestrali

#### Sinfonie
- Symphonie fantastique op. 14 (1830)
- Harold en Italie op. 16 per viola e orchestra (1834)
- Roméo et Juliette, symphonie dramatique op. 17 per soli, coro e orchestra (1839)
- Grande symphonie funèbre et triomphale op. 15 per banda militare di fiati e percussioni con archi e coro ad libitum (1840)

#### Ouverture
- Waverley op. 1 (1828)
- Le Roi Lear op. 4 (1831)
- Rob Roy H 54 (1831)
- Carnevale Romano op. 9 (1844)
- Le Corsaire op. 21 (1844)
- Marche troyenne H 133b (1864)

#### Composizione concertante
- Réverie et caprice op. 8 per violino e orchestra (1841)

### Composizioni corali e orchestrali

#### Opere
- Estelle et Némorin H 17 (1823, perduta)
- Les francs-juges op. 3 (1826-1833, abbandonata)
- Huit Scènes de Faust H 33 per soli, coro, chitarra e orchestra (1828-1829)
- Lélio, ou le retour à la vie, monodrame lyrique op. 14b per narratore, soli, coro, pianoforte e orchestra (1832)
- Benvenuto Cellini op. 23 (1838)
- La nonne sanglante H 91 (1841-1847, incompiuta)
- Les Troyens op. 29 (1856-1858 - basata sull'Eneide di Virgilio) in seguito suddiviso in due parti:
  - La prise de Troye op. 29a
  - Les Troyens à Carthage op. 29b
- Béatrice et Bénédict op. 27 (1862 - basata su Molto rumore per nulla di Shakespeare)

#### Oratori
- La Damnation de Faust, légende dramatique op. 24 per soli, coro e orchestra (1846)
- L'enfance du Christ, trilogie sacrée op. 25 per soli, coro, organo e orchestra (1854)

#### Composizioni sacre
- Messe solennelle H 20a per soli, coro e orchestra (1824)
- Chant sacrée op. 2b/6 per tenore, coro e orchestra (1829)
- Quartetto e coro dei maggi H 59 per coro e orchestra (1832)
- Le cinq mai, chant sur la mort de l’empereur Napoléon op. 6 per basso, coro e orchestra (1835)
- Grande messe des morts (Requiem) op. 5 per tenore, coro e orchestra (1837)
- Prière du matin op. 19/4 per coro di voci bianche e pianoforte (1846)
- Te Deum op. 22 per tenore, coro, organo e orchestra (1849)
- Meditation religieuse op.18/1 per coro e orchestra (1849)
- La Fuite en Égypte, mystère en style ancien op. 25 per tenore, coro e orchestra (1850)
- Hymne pour la consecration du noveau tavernacle H 135 per coro e organo (1859)
- Veni Creator H 141 per soliste, coro femminile e organo (1861-1868)
- Tantum ergo H 142 per soliste, coro femminile e organo (1861-1868)

#### Composizioni profane
- Scène héroique sur la révolution grecque
- Sara la baigneuse
- Hymne à la France
- Chants des chemins de fer
- L'impériale
- Le ballet des ombres
- Chant guerrier
- Chanson à boire
- Le jeune pâtre breton
- Aubade
- Le chant des Bretons
- La menace des Francs
- Le temple universel
- Tristia
- Hélène
- La belle voyageuse
- Vox Populi

#### Cantate per il Prix de Rome
- La mort d'Orphée
- Herminie
- La mort de Cléopatre
- La morte de Sardanapale

#### Liriche
- Le dépit de la bergère
- Le maure jaloux
- Amitié, reprends ton empìre
- Pleure pauvre Colette
- Canon libre à la quinte
- Le montagnard exilé
- Toi qui l'aimas verse des pleurs
- Nocturne
- Le pêcheur
- Le roi de Thulé
- Irlande
- La captive
- Je crois en vous
- Chansonette
- Les nuits d'été
- La mort d'Ophélie
- Fleurs des landes
- Feuillets d'album
- Le coucher du soleil
- L'origine de la harpe
- Adieu Bessy
- Elégie en prose
- Les champs
- La belle Isabeau
- Le chasseur danois
- Zaide
- Le trébuchet
- Nessun maggior piacere
- Le matin
- Petit oiseau

### Musica da camera
- Albumleaf H 96 per pianoforte (1844)
- Hymne pour l’élévation H 100 in re maggiore per organo (1844)
- Sérénade agreste à la Madone sur le thème des pifferari romains H 98 in mi bemolle maggiore per organo (1844)
- Toccata H 99 in do maggiore per organo (1844)

### Arrangiamenti
- La Marseillaise H 51 di Rouget de Lisle strumentata da Berlioz (1830)
- Recitativi de Il franco cacciatore H 89 di Weber strumentati da Berlioz (1841)
- Invito alla danza H 90 di Weber strumentato da Berlioz (1841)
- Erlkönig H 136 di Schubert strumentato da Berlioz (1860)

## Berlioz come personaggio letterario
La ricca personalità di Berlioz ha ispirato romanzi, racconti, opere di teatro e altro.

### Prosa
- 1929: Étienne Rey, La vie amoureuse de Berlioz (Ernest Flammarion, 1929)[4]
- 1972: F. W. Kenyon, Passionate Rebel: The Story of Hector Berlioz[4]
- 2004: Christine Balint, Ophelia's Fan (New York: W W Norton & Company)[4]
- 2006: Jude Morgan, Symphony[4]
- 2011: Óscar Esquivias, El arpa eólica (in Steampunk: antología retrofuturista, Madrid, Fábulas de Albión). Ucronia sul giovane Berlioz e suo maestro Luigi Cherubini[5]
- 2012: Thierry Rousselet, Épisode ultime de la vie d'un artiste (Éditions Le Solitaire)[4]

### Teatro
- 1972: Charles Mérlé, Berlioz, opera in quattro atti, prima rappr.: 1972, Théâtre de la Porte Saint-Martin, Parigi.[6]
- 2000: Olivier Teitgen, Entente cordiale, opera in tre atti, sull'incontro a Londra (giugno 1855) tra Richard Wagner e Berlioz.[4]

### Libretti d'opera
- 2003: Christian Wasselin, Les Orages désirés, musica di Gérard Condé.[4]

### Cinema
- 1942: Delirio d'amore
- 2003: Moi, Hector Berlioz

### Riconoscimenti discografici
Berlioz, Benvenuto Cellini - BBC Symphony Orchestra, Chorus of the Royal Opera House, Covent Garden, Christiane Eda-Pierre, Jane Berbié, Nicolai Gedda, Robert Massard, Roger Soyer & Sir Colin Davis, 1972 Philips - Grammy Award for Best Opera Recording 1973

## Influenza culturale
- A Berlioz è intitolato il cratere Berlioz su Mercurio[7].

- Nel romanzo Il maestro e Margherita di Bulgakov, uno dei personaggi si chiama Berlioz. Non è l'unico compositore a venire citato nell'opera, poiché vi è anche uno Stravinskij, come l'omonimo compositore e un altro personaggio chiamato Rimskij, un nome che richiama Nikolaj Andreevič Rimskij-Korsakov. Dei tre, Berlioz è l'unico compositore non russo.

## Scritti
- Hector Berlioz, Memorie, a cura di Olga Visentini, Pordenone, Edizioni Studio Tesi 1989
- Hector Berlioz, Viaggio Musicale in Italia (tratto dalle memorie) Titolo originale Voyage en Italie - Edizioni FBE 2006 - ISBN 978-88-89-16036-7
- Hector Berlioz, I grotteschi della musica, a cura di Alessandro Taverna, Varese, Zecchini 2004
- Hector Berlioz, Lettere a Orfeo, a cura di Alessandro Taverna, Varese, Zecchini, 2005
- Hector Berlioz,  Serate d'orchestra, a cura di Maurizio Biondi, Edt, Torino 2007